# Chlorodectes ligaenus
Chlorodectes ligaenus is een rechtvleugelig insect uit de familie sabelsprinkhanen (Tettigoniidae). De wetenschappelijke naam van deze soort is voor het eerst geldig gepubliceerd in 1985 door Rentz.